# 黒
黒 (Noir) est un kanji composé de 11 traits et fondé sur 里. Il fait partie des kyōiku kanji et est étudié en 2e année.
Il se lit こく en lecture on et くろい ou くろ en lecture kun.

## Historique
La partie supérieure du kanji évoque la fenêtre (里), la partie inférieure, le feu (火).
Autrefois, les maisons japonaises n'avaient pas de cheminée ; le feu était fait sous la fenêtre et celle-ci devenait noire.